# Kloster Frauenzell
Das Kloster Frauenzell ist eine ehemalige Benediktinerabtei im gleichnamigen Gemeindeteil von Brennberg in der Oberpfalz nahe Regensburg, das heute zur Diözese Regensburg gehört.

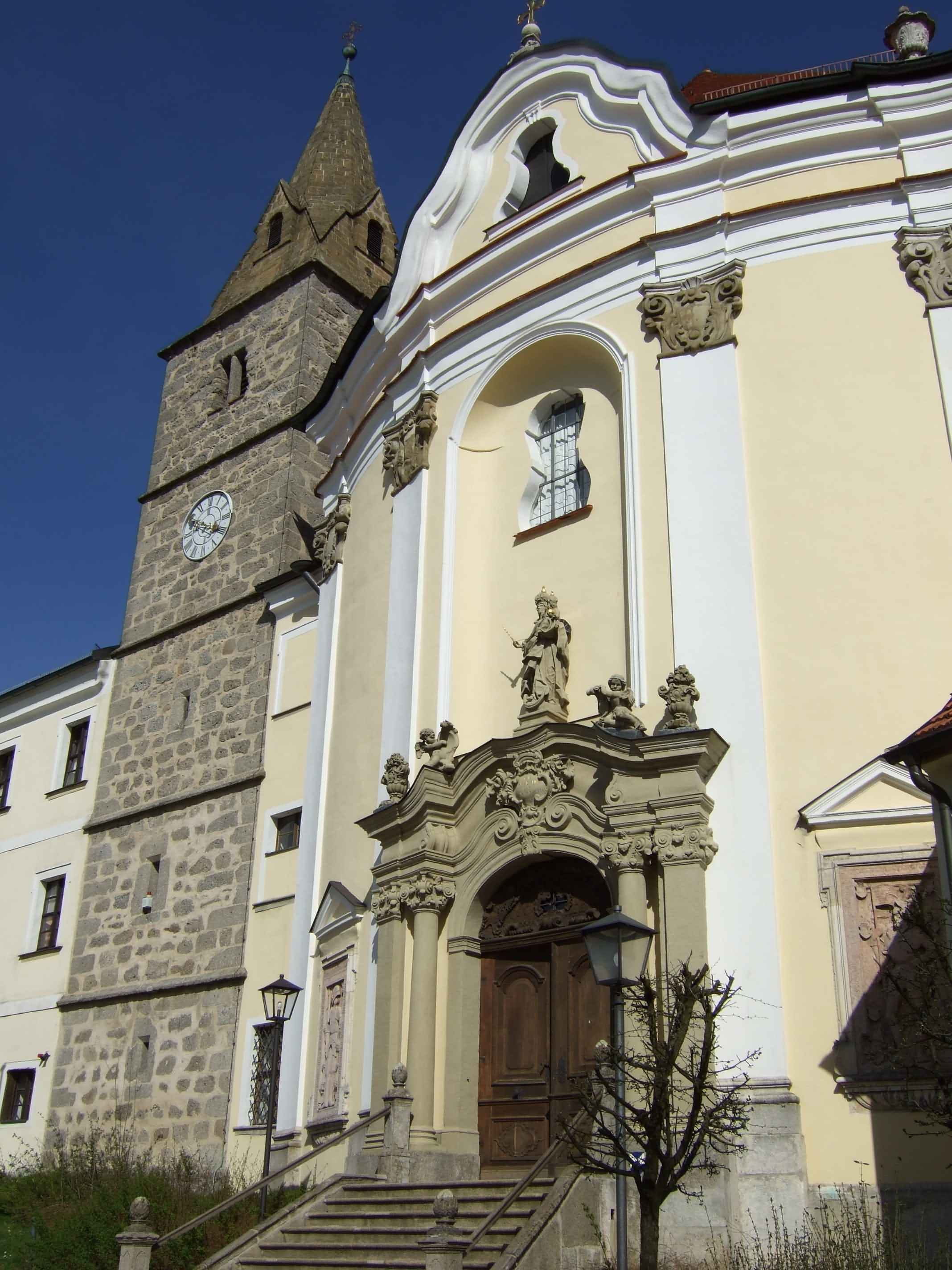
Außenansicht des ehemaligen Benediktinerklosters Frauenzell

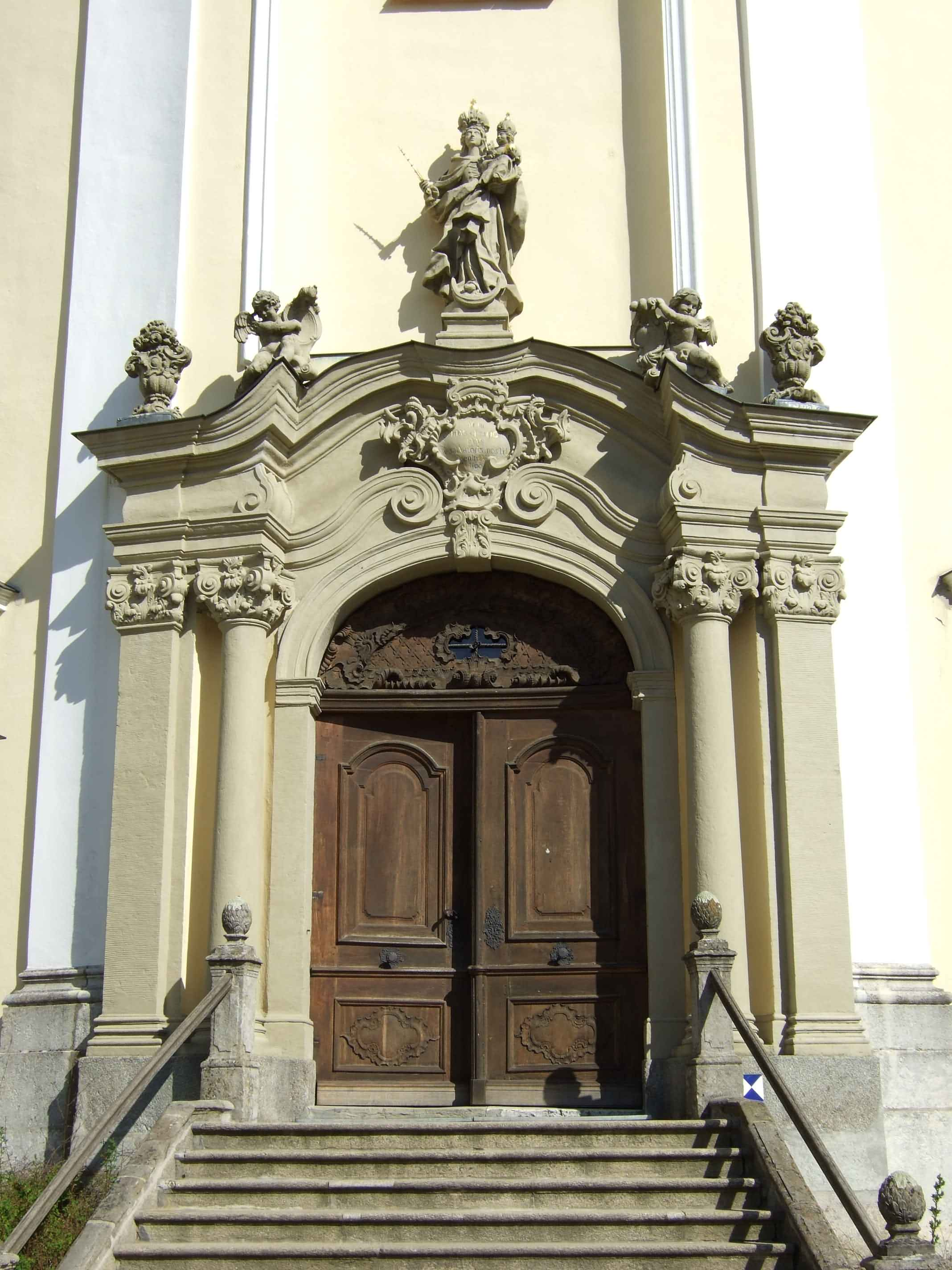
Portal der ehemaligen Abteikirche

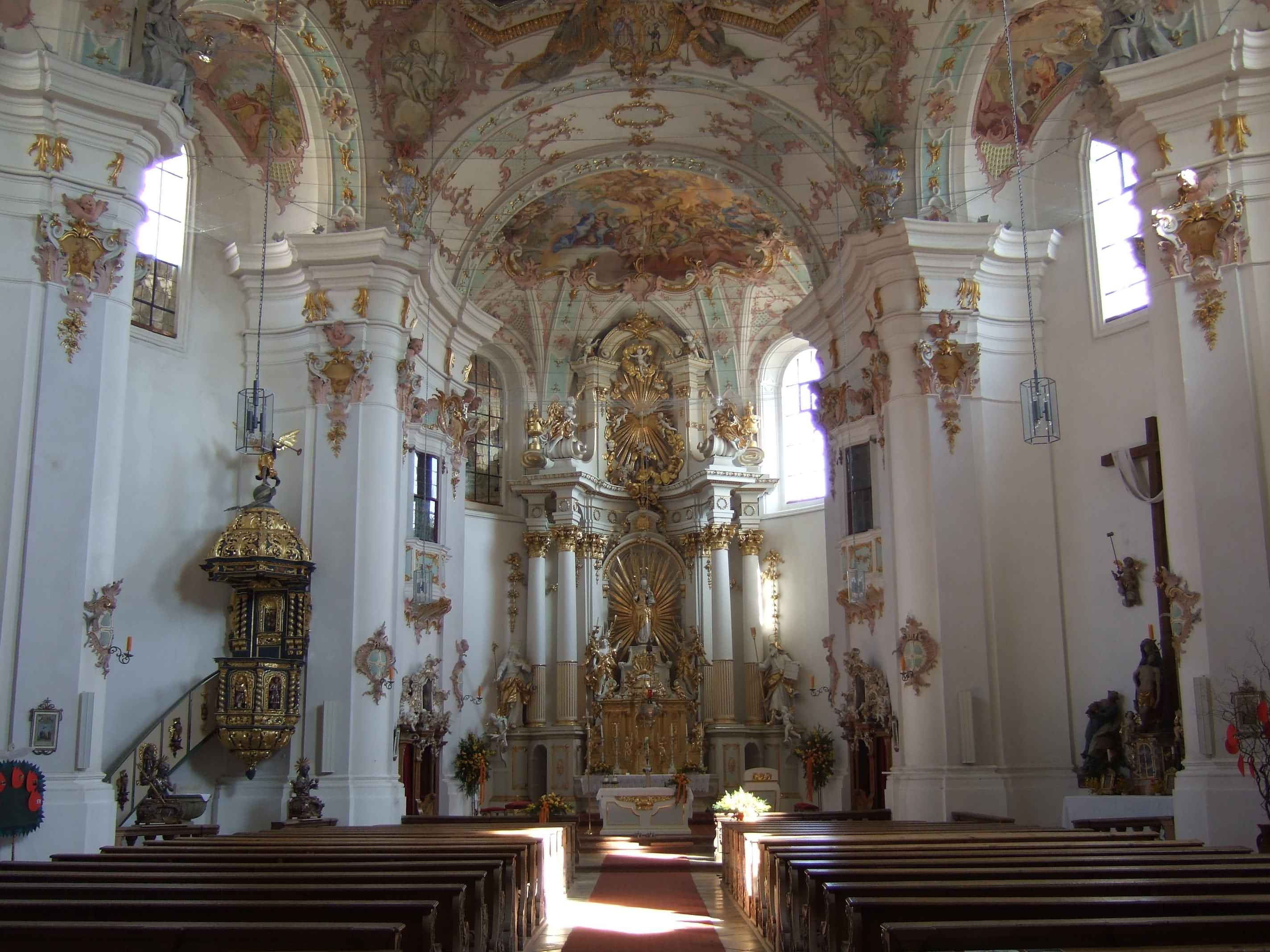
Innenraum

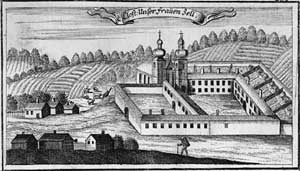
Stich des Klosters aus dem „Churbaierischen Atlas“ des Anton Wilhelm Ertl 1687

## Geschichte
Die Anfänge von Kloster Frauenzell liegen in einer Einsiedelei. Um 1312 ließen sich die Bürgersöhne Gottfried Puecher aus Straubing und Albert Tuntzlinger aus Donaustauf als Einsiedler in den Wäldern bei Brennberg nieder. Graf Reimar IV. von Brennberg († 1326) stiftete ihnen 1317/1320 an der Stelle des heutigen Klosters Grund für den Bau von Zellen und Kirche. Bischof Nikolaus von Regensburg bestätigte 1324 die Stiftung. Er bestimmte, dass die beiden Einsiedler nach der Benediktsregel leben sollten und unterstellte sie der Aufsicht des Abtes des Benediktinerklosters Oberalteich. Bei der Weihe der ersten Kirche 1325 wurde die Gottesmutter Maria zur Patronin der Einsiedelei bestimmt, die fortan den Namen „Marienzell“ oder „Unserer Lieben Frauen Zell“ trug (daraus später „Frauenzell“).
Nach weiteren Stiftungen von Grundbesitz erhob Bischof Friedrich von Regensburg 1351 Frauenzell zum Priorat. 1424 erlangte das rasch aufblühende Kloster den Rang einer Abtei. Der erste Abt Konrad Pläbl ließ die bisher sehr primitiven Klostergebäude durch Neubauten ersetzen. Die neue Abtei stand unter dem Einfluss der Kastler Reform. In der Zeit der Reformation jedoch verfiel das Kloster. Wegen schlechter Vermögensverwaltung und Verstößen gegen die Ordensregel setzte 1522 der Bischof von Regensburg Abt Vitus Beck ab. Das Kloster wurde bis 1533 von Prior Hans Staudenbacher verwaltet. Die übrigen Mitglieder des Konvents hatten das Kloster offenbar bereits verlassen. Die Herren von Brennberg setzten nach 1533 weltliche, zum Teil auch protestantische Klosterverwalter ein.
Erst der Regensburger Bischof Kardinal Herzog Philipp stellte 1582 das verlassene Kloster wieder her. Die Neubesiedlung erfolgte durch das Kloster Oberalteich. Der neue Abt Melchior Probst führte in den folgenden Jahren harte Kämpfe mit den Herren von Brennberg über die Rückgabe des Klosterbesitzes. Während des Dreißigjährigen Krieges wurde das Kloster in den Jahren 1632–34 zweimal durch schwedische Truppen verwüstet. Abt Stephan Rieger floh mit dem Konvent nach Salzburg. Im Dreißigjährigen Krieg setzte auch die Verehrung des Gnadenbildes ein (seit 1623). Die als wundertätig verehrte Statue der Gottesmutter konnte bei den Verwüstungen des Klosters gerettet werden und bildet heute das Zentrum des Hauptaltares der barocken Klosterkirche. Das 18. Jahrhundert brachte dem Kloster noch einmal eine letzte Glanzzeit. Abt Benedikt Eberschwang begann nach 1721 mit dem sukzessiven Neubau der durch Alter und Krieg baufälligen Klostergebäude und der Kirche.
Wie auch andere Benediktinerklöster unterhielt das Kloster Frauenzell eine Klosterschule, an der begabte Kinder – meist aus der näheren Umgebung des Klosters – für den Besuch weiterführender Schulen vorbereitet wurden. Bekannte Absolventen der Frauenzeller Klosterschule am Ende des 18. Jahrhunderts waren der Theologe Franz Sebastian Job (1765–1834; Beichtvater der Kaiserin Karolina Augusta und Mitbegründer des Ordens der Armen Schulschwestern), der Chemiker und Mineraloge Johann Nepomuk von Fuchs (1774–1856) sowie der Theologe und Historiker Georg Friedrich Wiedemann (1787–1864; Direktor des Georgianums und Professor an der Universität München).
Die Abtei Frauenzell wurde 1803 im Zuge der Säkularisation durch den bayerischen Staat aufgehoben. Ein Teil der Gebäude wurde zur Unterbringung der Schule und der Pfarrei verwendet, die anderen wurden an Dorfbewohner verkauft. Die ehemalige Klosterkirche dient seitdem als Pfarrkirche.

## Prioren und Äbte des Klosters

### Prioren von 1351 bis 1424
Priorat seit 1351, unter Obsorge des Abtes von Oberaltaich, gewählte Priore:
- Conrad, 1351–1369
- Johannes, 1369–1392
- Erhard, 1392–1405
- Leonhard, 1405–1424

### Äbte von 1424 bis 1522
- Konrad Pläbl, 1424–1444; Errichtung neuer Klostergebäude
- Caspar Wildpart, 1452–1482
- Thomas Uhrmacher, 1482–1497
- Jakob Premb, 1499–1505; 1505 zum Abt von Kloster Biburg gewählt; 1510 freiwilliger Verzicht auf sein Amt, da er die ihn gesetzten Hoffnungen auf eine geistliche Reform und wirtschaftliche Sanierung des Klosters Biburg nicht erfüllen konnte
- Cyriacus Prucker (auch Prugger oder Pruckner), 1505–1517, aus Kloster Reichenbach am Regen, zuvor Koadjutor und Administrator in Kloster Metten
- Vitus Beck (Pistor), 1517–1522, wegen Verfehlungen und Misswirtschaft abgesetzt durch den Bischof von Regensburg
- bis 1533 Verwaltung des Klosters durch Prior Hans Staudenbacher, dann weltliche, zum Teil auch protestantische Klosterverwalter im Dienst der Herren von Brennberg

### Äbte von 1590 bis 1803
- Melchior Probst, aus Kloster Oberalteich ab 1582 zunächst Administrator, seit 1590 Abt des wiederbesiedelten Klosters
- Petrus Widmann, 1609–1626
- Stephan Rieger, 1626–1645; wegen angeblicher schlechter Verwaltung und schwerer Verfehlungen durch den Bischof von Regensburg abgesetzt; konnte in Rom seine Unschuld beweisen, starb aber 1653 vor seiner Wiedereinsetzung als Abt
- Placidus Hoertinger, (1645) 1653–1658
- Maurus von Trauner, 1658–1670, aus Kloster Prüfening
- Gregor Müller, 1670–1694
- Placidus Stainbacher, 1694–1720, aus Kloster Mallersdorf; 1711–1717 Abtpräses der Bayerischen Benediktinerkongregation
- Benedikt I. Eberschwang, 1721–1737; barocker Neubau des Klosters, Grundsteinlegung zur Klosterkirche
- Benno Engerer, 1737–1745
- Benedikt II. Cammermayer (Kammermaier), 1745–1751; Bruder von Abt Maurus II. in Kloster Weltenburg (1744–1777)
- Heinrich I. Schneider, 1751–1766; Abschluss der Arbeiten an der neuen Klosterkirche
- Wolfgang Krieger, 1766–1788; Errichtung des frühklassizistischen Hochaltars in der Klosterkirche
- Heinrich II. Mühlbauer, 1788–1803, letzter Abt von Frauenzell († 1810 in Altenthann)

## Ehemalige Abteikirche
Die Grundsteinlegung zur neuen Klosterkirche erfolgte nach längeren Vorbereitungen 1737. Den Entwurf für die Kirche hatte angeblich bereits Abt Benedikt Eberschwang bei den Brüdern Asam in Auftrag gegeben. Die Bauausführung erfolgte vermutlich durch den Mettener Klosterbaumeister Benedikt Schöttl und seinen Sohn Albert. Bei der Klosterkirche handelt es sich um einen hohen Wandpfeilersaal über ovalem Grundriss, dem im Osten der kreisrunde Altarraum und im Westen die querovale Vorhalle mit darüber liegendem Mönchschor angegliedert ist. Von der alten Klosterkirche wurde lediglich der aus Granitquadern errichtete Turm aus dem Jahr 1357 übernommen.
Die reichen Rokoko-Stuckaturen stammen dem Stil nach von Anton Landes. Die Deckenfresken (vollendet 1752) werden dem Prüfeninger Maler Otto Gebhard zugeschrieben. Von Martin Speer, der früher als Meister aller Fresken der Klosterkirche galt, stammt lediglich das signierte Deckenfresko der Eingangshalle.
Aufgrund der bescheidenen finanziellen Mittel des Klosters schritt die weitere Ausstattung der Klosterkirche nur sehr zögerlich voran. Der Laienbruder Gottfried Gassl verfertigte die hervorragenden Beichtstühle, das kunstvolle Chorgestühl und die schönen Stuhlwangen der Kirchenbänke (um 1752). Der erst 1790 vollendete neue Hochaltar stammt von Bruder Albert Kaupp aus dem Kloster Frauenzell. Den Tabernakel mit dem zugehörigen Figurenschmuck lieferte Christian Jorhan d. Ä. aus Landshut; die Seitenfiguren der heiligen Josef und Joachim aber stammen wohl nicht von Jorhan, sondern von Simon Sorg aus Regensburg. Die Fertigstellung der übrigen Ausstattung verhinderte die Säkularisation. So verblieben die alte Kanzel und die alten Seitenaltäre, die man provisorisch aus der früheren Klosterkirche übernommen hatte, die in Größe und Stil aber nicht in den eleganten Rokoko-Raum passen.

### Orgel

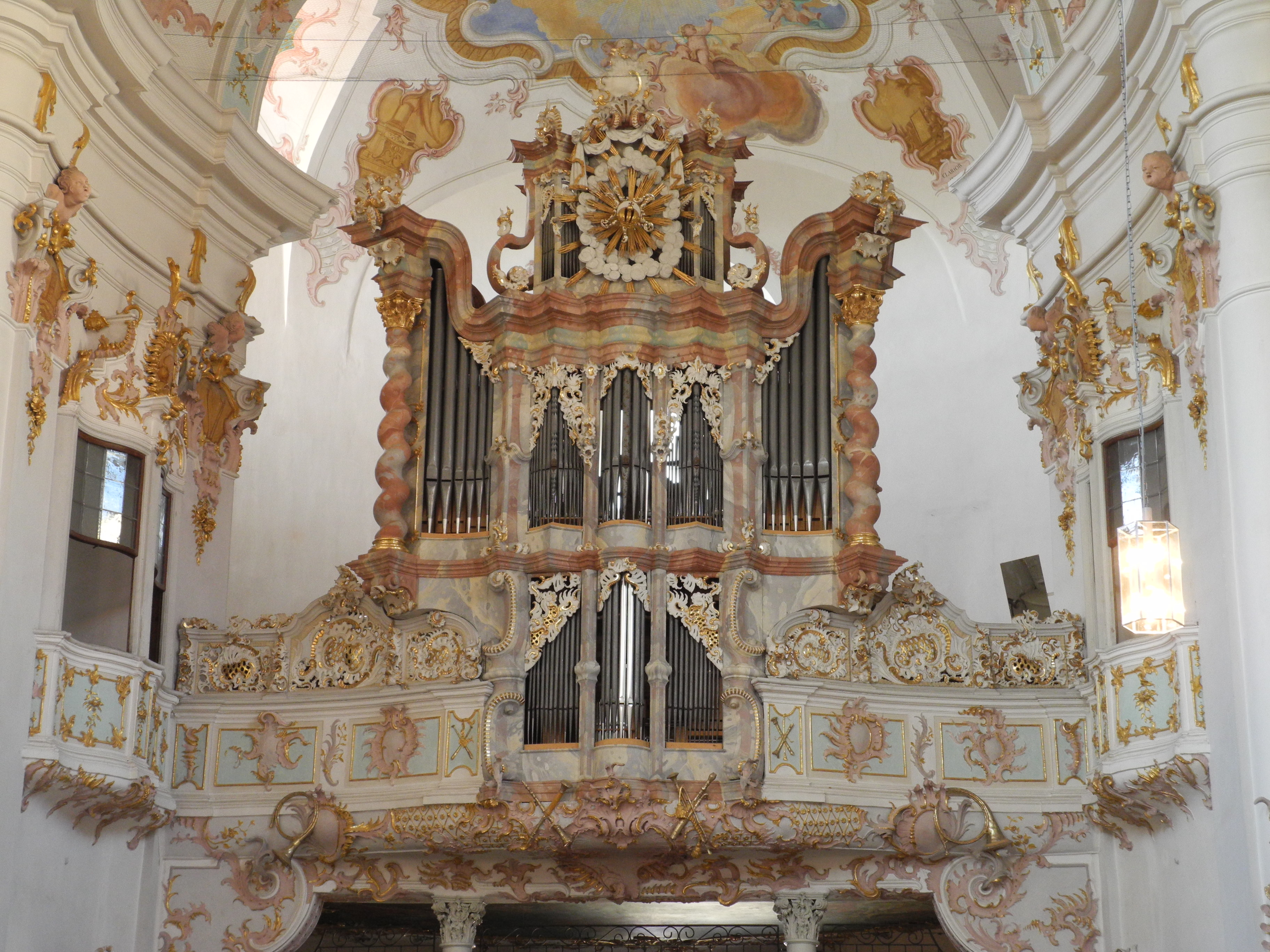
Brandenstein-Orgel

Die Brüstungsorgel, deren Prospekt heute noch erhalten ist, stammte von Johann Konrad Brandenstein und wurde im Jahr 1752 geweiht. Sie war zweimanualig und hatte eine kurze Oktave. 1925 baute Ignaz Weise eine neue pneumatische Orgel (10/II/P) mit Taschenladen in das historische Gehäuse ein, die klanglich dem damaligen Zeitgeschmack und den Anforderungen an die Tastaturumfänge besser gerecht wurde. Im Jahr 2004 fertigte Armin Ziegltrum wiederum ein neues Werk im historisierenden Stil an. Dieses Instrument wurde bezüglich Tastenumfang, Baudetails und in der Klangcharakteristik der Brandensteinorgel nachempfunden.
| I Grosses Manual CDEFGA–c3 |               |      |  |
| 1.                         | Principal     | 8′   |  |
| 2.                         | Copel         | 8′   |  |
| 3.                         | Viol de Gamba | 8′   |  |
| 4.                         | Octav         | 4′   |  |
| 5.                         | Flautten      | 4′   |  |
| 6.                         | Quint         | 3′   |  |
| 7.                         | Superoctav    | 2′   |  |
| 8.                         | Mixtur 4f     | 1′   |  |
| 9.                         | Cymbal 2f     | 1⁄2′ |  |

| I Claines Manual CDEFGA–c3 |           |    |  |
| 10.                        | Copel     | 8′ |  |
| 11.                        | Echo      | 8′ |  |
| 12.                        | Flautten  | 4′ |  |
| 13.                        | Flachanet | 2′ |  |

| Pedal CDEFGA–a0 |           |     |  |
| 14.             | Subbass   | 16′ |  |
| 15.             | Octavbass | 8′  |  |

- Koppeln: Pedalcoppelung
- Temperierung nach Brandenstein

## Klostergebäude
Der ehemalige Konventbau und die Abtei bilden einen großen Hof an der Nordseite der Klosterkirche. Der Innenhof war ursprünglich durch einen Querflügel in zwei kleinere Höfe geteilt. Dieser Nord-Süd-Flügel wurde nach der Säkularisation abgebrochen. Die einfachen dreigeschossige Bauten wurden unter Abt Benedikt Eberschwang ab 1722 in drei Abschnitten errichtet: 1722–1725 Ostflügel mit den Zellen für die Mönche, 1727–1730 Nordflügel mit Refektorium und Bibliothek, 1734–1737 Westflügel mit der Abtswohnung. Von den Innenräumen ist lediglich das ehemalige Refektorium mit Frührokoko-Stuckaturen und Deckenfresken von Johann Gebhard sowie ein Raum mit Rokoko-Stuckaturen im Ostflügel erhalten.
Südlich der Kirche liegt das ehemalige Klosterrichterhaus aus dem Jahr 1729, das nach der Säkularisation als Brauerei genutzt wurde. Der Platz vor der Westfassade der Kirche und des Klosters wurde ehemals im Westen und Süden von den Ökonomiegebäude begrenzt. Östlich von Kirche und Kloster ist die mit einer Mauer umgebene große Gartenfläche erhalten.

## Profanierte Pfarrkirche zur Heiligen Dreifaltigkeit
Südöstlich von Kloster und Kirche stehen am Rand des Klostergartens die Reste der ehemaligen Dreifaltigkeitskirche, die in den Jahren 1620–1623 erbaut wurde. Der dreiseitig geschlossene Chorraum und der Kirchturm an der Westseite wurden nach der Säkularisation abgebrochen, das Kirchenschiff in ein Wohnhaus umgewandelt.

## Bedeutende Mönche des Klosters
- Maurus Bächl (1668–1749): 1690 Profess in Frauenzell; Prior in Frauenzell; seit 1711 Prior und Vizeadministrator der Benediktinerabtei Ensdorf (Bau von Kloster und Kirche); Sekretär der Bayerischen Benediktinerkongregation; seit 1713 Abt von Kloster Weltenburg (Vollendung der Klosterbauten und Neubau der Klosterkirche)
- Gottfried Gassl: Laienbruder; Kunstschreiner und Bildhauer
- Albert Kaupp: Laienbruder; Kunstschreiner und Bildhauer

## Sonstiges
In der sanierten, ehemaligen Klosterkirche sowie in der ehemaligen Bibliothek werden Führungen angeboten und regelmäßige Konzertreihen aufgeführt.